# Duma florulenta
Duma florulenta är en slideväxtart som först beskrevs av Meissn., och fick sitt nu gällande namn av T.M.Schust.. Duma florulenta ingår i släktet Duma och familjen slideväxter. Inga underarter finns listade i Catalogue of Life.